# Anti Pathique
Anti Pathique, de son vrai nom Anti Nõmmsalu (né le 21 août 1966) est un musicien et écrivain estonien.

## Biographie
Anti est né dans une famille de géologues moscovites. 
Anti Pathique joue de la guitare et de la guitare basse. Depuis 1985, il a joué dans plusieurs groupes de punk rock, en particulier avec l'orchestre Vennaskond. Il a vécu et travaillé comme musicien en Finlande en 1991-1992, et aux États-Unis en 1992-1993.
Il fait partie du mouvement anarchiste.

## Ouvrages
- Anti Pathique, Tõnu Trubetsky, Inglid ja kangelased, Vennaskond, 1990, 40 p.
- Anti Pathique et Tõnu Trubetsky, Inglid ja kangelased, 1992
- Anti Pathique et Tõnu Trubetsky, Daam sinises, 1994, 118 p.
- Anti Pathique, Tõnu Trubetsky, Juhan Habicht et al., Inglid ja kangelased, 2002 (ISBN 9985-9448-1-X)
- Anti Pathique et Tõnu Trubetsky, Susi jutud, 2007 (ISBN 978-9985-9805-1-4)